# NSC-68
El NSC-68 (o Informe 68 del Consejo de Seguridad Nacional) es un informe confidencial de 58 páginas editado el 7 de abril de 1950, durante la presidencia de Harry S. Truman. Escrito a principios de la Guerra Fría, se ha convertido en uno de los documentos clásicos de la historiografía de ese periodo. El documento fue titulado “Objetivos y programas de los Estados Unidos para la seguridad nacional” y fue un informe de máximo secreto completado por el personal de planificación de políticas del Departamento de Estado de los Estados Unidos.  El memorando se encuentra entre los documentos más influyentes producidos por el gobierno de los Estados Unidos durante la Guerra Fría, y no fue desclasificado sino hasta 1975.  Sus autores argumentaban que una de las amenazas más apremiantes que enfrentaban los Estados Unidos era el "diseño hostil" de la Unión Soviética.  Los autores concluyeron que la amenaza soviética pronto se vería enormemente aumentada mediante la adición de más armas, incluidas las armas nucleares, al arsenal soviético.  Argumentaron que el mejor curso de acción era responder equitativamente con una acumulación masiva del aparato militar de los Estados Unidos y su armamento. El NSC-68 configuró las acciones del gobierno estadounidense durante las dos primeras décadas de la Guerra Fría. 